# Desislava de Bulgaria
Desislava fue una princesa búlgara, hija del zar Iván Alejandro. 
La madre de Desislava era una judía convertida a la Iglesia Ortodoxa Oriental, llamada Sara Teodora. La princesa Desislava era la hermana del emperador Iván Shishman de Bulgaria, de la emparatriz bizantina Keratsa y de la princesa Kera Tamara, que se casó con sultán otomano Murad I en 1371.
Desislava estuvo casada con Constantin, que fue un príncipe de Valaquia.[cita requerida]
Su nombre es mencionado en el libro de Boril de la siguiente manera:

...[Para] Señora Desislava y Señora Vasilisa, hijas del gran zar Iván Alejandro, eterno recuerdo. .